# Hármasmalom
Hármasmalom (szlovénül: Trimlini) falu Szlovéniában a Muravidéken. Közigazgatásilag Lendva községhez tartozik.

## Fekvése
Lendvától 3 km-re délkeletre a Lendva és Mura között fekszik.

## Története
Határában neolit telep maradványaira bukkantak, tehát itt már az őskorban is laktak emberek. A település az ókorban és a középkorban is, egészen a 12. századig lakott volt. Az ókorból római kori halomsírok maradtak ránk.
Területét 1379-ben az alsólendvai Bánffy család kapta I. Lajos magyar királytól adományként. 1644-ig a család kihalásáig volt a Bánffyak birtoka. Ezután a Nádasdy család birtoka lett. 1690- ben Eszterházy nádor több más valaha Bánffy-birtokkal együtt megvásárolta. Ezután végig a család birtoka maradt. Kétszáz évvel ezelőtt még Külső-Lendvaként szerepelt az okmányokban, ahol több vízimalom volt a Lendva vízén, és csak a 18. század derekától önálló település.
Közigazgatásilag Zala vármegye Alsólendvai járásának része volt. 1919-ben a Szerb–Horvát–Szlovén Királysághoz csatolták, ami tíz évvel később vette fel a Jugoszlávia nevet. 1941-ben a Muramentét a magyar hadsereg visszafoglalta és 1945-ig ismét Magyarország része volt, majd a második világháború befejezése után végleg jugoszláv kézbe került. 1991 óta a független Szlovén Köztársaság része. 2002-ben 330 lakosa volt. Hármasmalom település polgárai 2004 novemberében Lendva Község Tanácsánál kezdeményezték Hármasmalom település kiválását a lendvai közösségből, és új helyi közösség alapítását.

## Nevezetességei
- Haranglába a 20. század első felében épült.
- Szent Anna-szobor.
- Neolit telep maradványai.
- Római kori halomsírok.